# Kallhälls BK
Kallhälls BK var en sportklubb i Kallhäll i Sverige. Volleybollherrarna blev svenska mästare 1964.

### Fotnoter
1. ↑  ”60-talet”. Svenska Volleybollförbundet. http://iof3.idrottonline.se/SvenskaVolleybollforbundet/volleyboll/Omvolleyboll/Historik/SvenskaMastaregenomtiderna/60-talet/. Läst 26 juni 2014.